# Severoslovanské jazyky

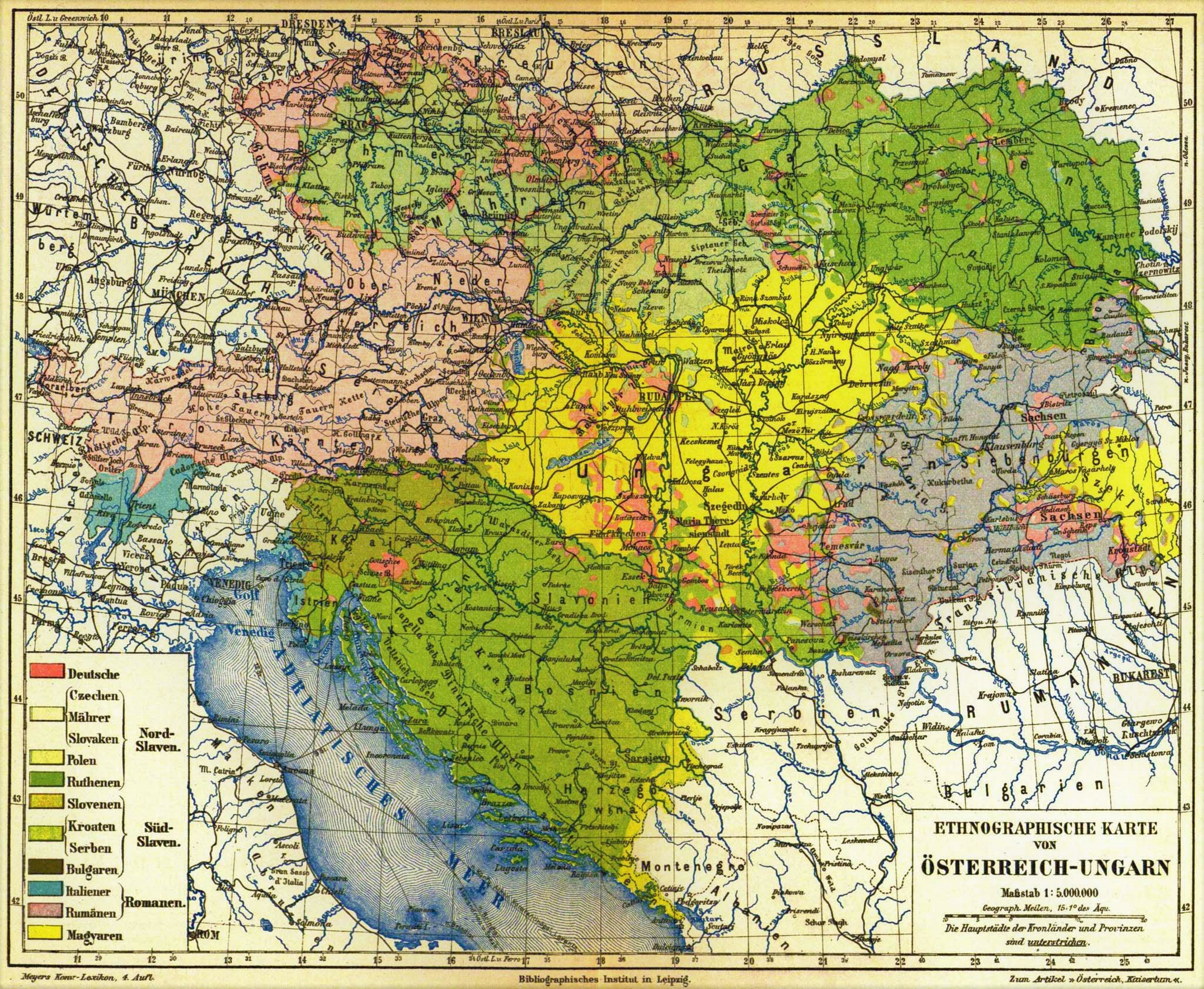
Severoslované jako kolektivní termín západních a východních Slovanů na staré etnické mapě Rakouska-Uherska z 19. století

Termín severoslovanské jazyky má různé významy:

## Severoslovanské jazyky jako protiklad jihoslovanských
Někdy bývá termín severoslovanské jazyky užíván jako kolektivní název západních a východních slovanských jazyků jako protiklad k jihoslovanským jazykům. Severní jazyková i etnická slovanská skupina byla oddělena od jižní maďarským vpádem do panonské pánve v 9. století.

## Severojižní dělení slovanských jazyků
Severní slovanské jazyky jsou také termínem klasifikace slovanských jazyků, konkrétně tzv. severojižní dichotomie, kterou pravděpodobně jako první uvažoval už v 17. století Juraj Križanić a kterou na základě historické fonetiky zdůvodnil František Václav Mareš. Podle tohoto dělení se slovanské jazyky dělí na severní a jižní větev:
- severní
  - ruský
  - ukrajinský
  - běloruský
  - polský
  - kašubský
  - polabský
  - dolnolužický
  - hornolužický
  - český
  - slovenský
- jižní
  - slovinský
  - srbochorvatský
  - makedonský
  - bulharský

Toto a jiná dělení ale usunulo do pozadí tzv. tradiční trichotomické dělení, které jako první předložil pravděpodobně Aleksandr Vostokov a přijal jej Vatroslav Jagić a většina českých slavistů (např. Karel Horálek). Toto nejrozšířenější dělení podporují i výsledky Anatolije Žuravleva, ke kterým dospěl na základě lexikostatistiky.

## Umělé severoslovanské jazyky
Kromě těchto dvou významů se termín severoslovanské jazyky užívá pro umělé slovanské jazyky tvořící fiktivní severní jazykovou slovanskou podskupinu. Tyto jazyky mají jasně hravý a experimentální charakter s cílem[zdroj?] nastínit, jak takové severoslovanské jazyky mohly vypadat, kdyby byly vznikly. Patří mezi ně jazyky nazvané lydnevi, seversk, slavisk, slavëni, našština, skuodština, vozgičtina a další.

## Hypotetická vymřelá jazyková skupina
Termín „severoslovanské jazyky“ označuje také případnou hypotetickou čtvrtou skupinu slovanských jazyků tradičního trichotomického dělení. Někteří slavisté, např. Andrej Anatoljevič Zalizňak a Valerij Lavrenťjevič Janin, se domnívají, že taková skupina skutečně existovala a zahrnovala slovanské dialekty, které nebylo možné začlenit ani do východní ani do západní skupiny. Podle nich do této skupiny patřil staronovgorodský dialekt, který používal praslovanské archaismy, které se v jiných jazycích nenacházely.